# 矮指蚕
矮指蚕（学名：Pedinosoma curtum）为盘首蚕科矮指蚕属的动物。分布于南大西洋、北大西洋、北太平洋及南印度洋，包括南海等海域，属于热带和亚热带暖水种。